# Modern Marvels
Modern Marvels is een Amerikaanse televisieserie die sinds 1995 wordt uitgezonden op History. Het programma richt zich op hoe veel dingen in de moderne samenleving gemaakt en/of mogelijk zijn gemaakt door de techniek en wetenschap.

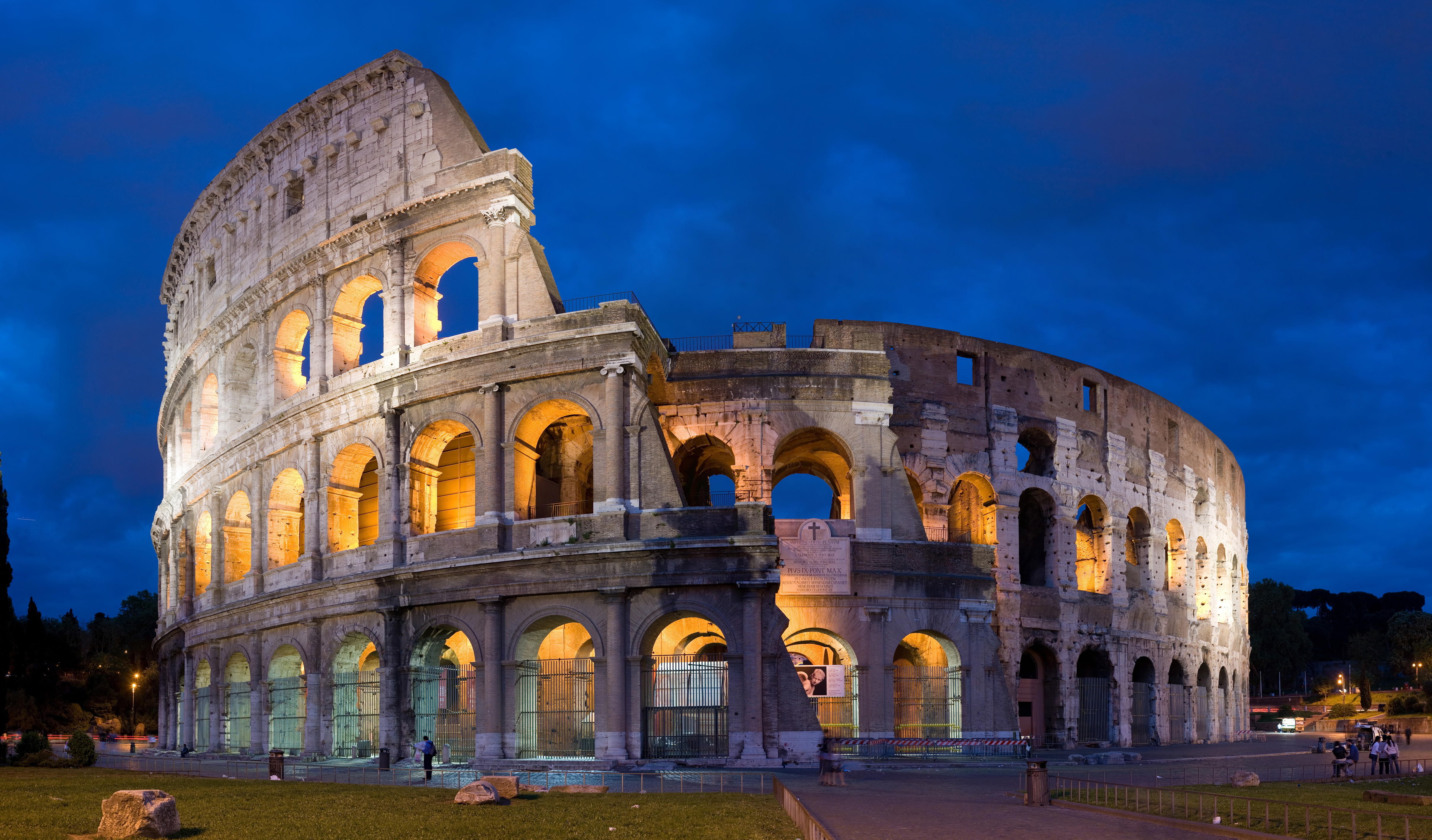
Het Colosseum werd behandeld in 2001

Voorbeelden van onderwerpen die Modern Marvels in de loop der jaren behandeld heeft, zijn de Golden Gate Bridge ('95), Mount Rushmore ('96), kunstmatige satellieten ('97), hotels in Las Vegas ('98), dynamiet ('99), de kanaaltunnel (2000), Apollo 13, ('01), het Manhattanproject ('02), niet-dodelijke wapens, ('03), wolkenkrabbers ('04), het Walt Disney World Resort ('05), zwaar metaal, ('06), kunstmest ('07) en whisky ('08).
Modern Marvels werd al gepresenteerd door achtereenvolgens, Harlan Saperstein, Will Lyman en Max Raphael (anno 2008).  Iedere aflevering duurt ongeveer drie kwartier. Het programma ging in 2008 over de grens van 500 afleveringen heen.